# 第15次長期滞在
第15次長期滞在（だい15じちょうきたいざい、Expedition 15）とは、国際宇宙ステーション（ISS）での15回目の長期滞在である。4名のクルーが参加したが、同時に滞在していたのは3名だった。第15次長期滞在の期間中に、STS-117によってS3/S4トラス、STS-118によってS5トラスが運び込まれ、トラスが2度に渡って拡張された。

## クルー
| 職務                | 第1期 (2007年4月-6月)                         | 第2期 (2007年6月-10月)                        |
| ------------------- | --------------------------------------------- | --------------------------------------------- |
| 船長                | フョードル・ユールチキン, RSA （2度目の飛行） | フョードル・ユールチキン, RSA （2度目の飛行） |
| フライトエンジニア1 | オレッグ・コトフ, RSA （初飛行）              | オレッグ・コトフ, RSA （初飛行）              |
| フライトエンジニア2 | スニータ・ウィリアムズ, NASA （初飛行）       | クレイトン・アンダーソン, NASA （初飛行）     |

### クルーについて
スニータ・ウィリアムズは、2006年12月11日にSTS-116でディスカバリーに乗ってISSに到着し、第14次長期滞在にも参加した。ユールチキンとコトフは、ソユーズTMA-10で2007年4月9日に到着した。
2007年4月26日、NASAは、ウィリアムズが当初の予定のSTS-118ではなく、STS-117のアトランティスで地球に帰還すると発表した。ウィリアムズは、2007年6月10日にアトランティスでISSに到着したクレイグ・アンダーソンと交代になった。
第15次長期滞在は、公式には第16次長期滞在の船長であるペギー・ウィットソンがソユーズTMA-11に乗ってISSに到着し、2007年10月19日に交代式が行われた時点で終わったとされる。

## バックアップ
- ロマン・ロマネンコ - 船長、RSA
- Mikhail Korniyenko - フライトエンジニア、RSA
- グレゴリー・シャミトフ - フライトエンジニア、NASA

## ミッションの詳細
- 発射：2007年4月7日（UTC）
- ISSと結合：2007年4月9日（UTC）
- ISSと分離：2007年10月21日（UTC）
- 着陸：2007年10月21日（UTC）

### 宇宙遊泳
- EVA1：2007年5月30日 - ユールチキン、コトフ、5時間25分[3]
- EVA2：2007年6月6日 - ユールチキン、コトフ、5時間37分[4]

合計：11時間2分